# Frank Grobe

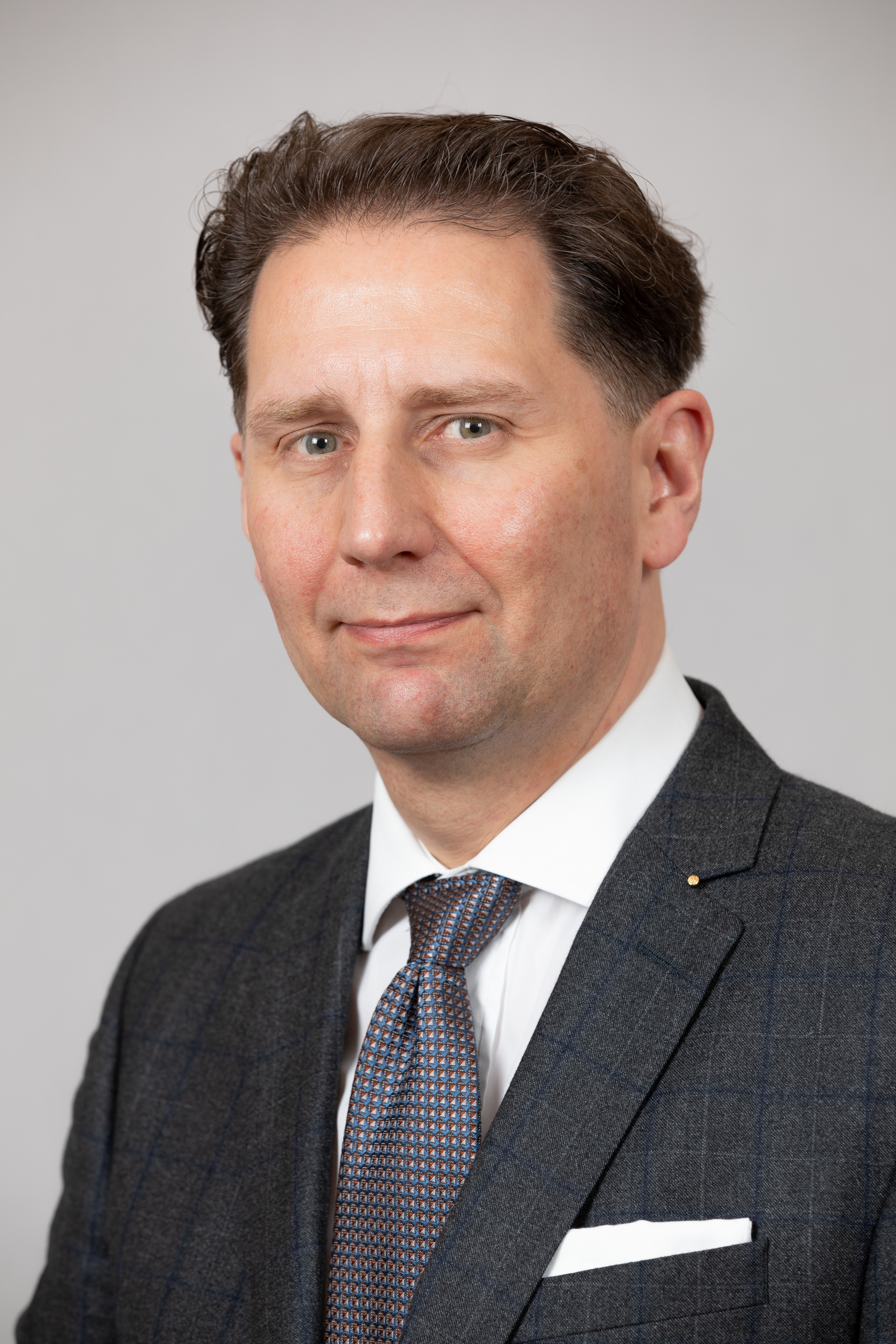
Frank Grobe, 2019

Frank Grobe (* 15. September 1967 in Dortmund) ist ein deutscher Politiker (AfD). Er ist seit 2019 Abgeordneter im Hessischen Landtag.

## Leben
Im Jahr 1985 begann Frank Grobe eine Ausbildung zum Verwaltungsfachangestellten im Versorgungsamt Dortmund. Nach dem erfolgreichen Abschluss seiner Ausbildung arbeitete er einige Jahre im Versorgungsamt der Stadt Dortmund, sowie der Stadt Köln und machte während dieser Zeit sein Abitur am Abendgymnasium der Stadt Köln. Ab dem Wintersemester 1992/1993 studierte er Geschichte, Politikwissenschaften und Wirtschafts- und Sozialgeschichte an der RWTH Aachen und der University of York in Großbritannien, welches er 1998 mit dem Magister Artium abschloss. Während seines Studiums trat er der Aachener Burschenschaft Teutonia bei.
Nach dem erfolgreichen Abschluss seines Studiums wurde Grobe während eines zweijährigen Praktikums bei der FAZ, Anfang Januar 2000 von dem zur Verlagsgruppe Handelsblatt gehörenden Anlegermagazin „Die Telebörse“ abgeworben, bei welchem er als „Leiter Dokumentation und Schlussredaktion“ bis September 2001 tätig war. Nach dieser Tätigkeit führte es ihn nach München, wo er von Oktober 2001 bis Januar 2005 als „Referatsleiter Informationsvermittlung“ bei der Allianz Private Krankenversicherungs-AG arbeitete. Im Februar 2005 wechselte er zur damaligen Dresdner Bank AG und war dort bis 2009 als Referent im Bereich „Communication Strategy & Print“ tätig. Nach der Übernahme der Dresdner Bank AG durch die Commerzbank AG arbeitete er von 2009 bis 2010 zunächst als Spezialist im Bereich „Investor Relations“ und war ab 2010 Abteilungsdirektor und Redenschreiber im Bereich „Public Affairs“ für den Vorstand der Commerzbank AG tätig. Diese Tätigkeit führte er bis Dezember 2018, also kurz vor seinem Einzug in den Hessischen Landtag aus.
Während seiner Zeit bei der Dresdner Bank, bzw. der Commerzbank AG schrieb Frank Grobe nebenberuflich seine Dissertation mit dem Titel Zirkel und Zahnrad. Ingenieure im bürgerlichen Emanzipationskampf um 1900 – Die Geschichte der technischen Burschenschaft und promovierte 2009 mit dieser an der RWTH Aachen zum Dr. phil. (doctor philosophiae). Er ist verheiratet und Vater einer Tochter.

## Politisches Engagement
Frank Grobe trat 2013 in die AfD ein und ist Mitgründer des AfD-Kreisverbandes Wiesbaden. In diesem war er von April 2013 bis Januar 2014 stellvertretender Kreissprecher. Seit Oktober 2016 ist Grobe stellvertretender Kreissprecher des AfD-Kreisverbandes Rheingau-Taunus.
Auf dem ersten Teil des Delegiertenparteitags zur Wahl der Landesliste der AfD Hessen am 7. und 8. April 2018, wurde Frank Grobe auf den 10. Listenplatz gewählt. Bei der Landtagswahl in Hessen 2018 kandidierte er ebenfalls als Direktkandidat für die hessische AfD im Wahlkreis Rheingau-Taunus I, wo er 12,5 % der Erststimmen erhielt. Über die Landesliste seiner Partei zog er in den Hessischen Landtag ein.
Am 8. Oktober 2023 wurde Grobe über den Listenplatz fünf der Landesliste der AfD Hessen erneut in den Hessischen Landtag gewählt.
Grobe ist Parlamentarischer Geschäftsführer der AfD-Fraktion im Hessischen Landtag und Sprecher für Forschungspolitik, sowie für Wissenschaft und Kunst seiner Fraktion. Er gehört dem Ausschuss für Wissenschaft und Kunst an und ist Mitglied des Kuratoriums der Hessischen Landeszentrale für politische Bildung.
Seit März 2021 ist Grobe Mitglied der AfD-Kreistagsfraktion im Rheingau-Taunus-Kreis. Außerdem ist er seitdem auch Fraktionsvorsitzender der AfD-Fraktion in der Eltviller Stadtverordnetenversammlung.

## Burschenschaftliches Engagement
Von 2012 bis 2018 war Frank Grobe Stellvertretender Vorsitzender der Gesellschaft für burschenschaftliche Geschichtsforschung. Regelmäßig referiert er vor Korporationen zu studentenhistorischen Themen. Zudem brachte er von 2016 bis 2018 als Redakteur das Mitgliedermagazin der ADB „Der Burschenschafter“ heraus.
Er ist zudem Beirat in der Gesellschaft für burschenschaftliche Geschichtsforschung e.V.
Viele seiner (geschichts)-wissenschaftlichen Veröffentlichungen handeln rund um das Thema Burschenschaften.

## Veröffentlichungen (Auswahl)
- Ehrenbuch für die im Großen Krieg (1914–1918) gefallenen Bundesbrüder der Aachener Burschenschaft Teutonia. Essen 2014.
- Gewalt gegen Korporationen. Eine Dokumentation über das Jahr 2011. Hrsg. vom Convent Deutscher Akademikerverbände, Essen 2012.
- Gewalt gegen Korporationen. Eine Dokumentation über das Jahr 2010. Hrsg. vom Convent Deutscher Akademikerverbände, Essen 2011.
- „Mit burschenschaftlichen Grüßen.“ Die Couleurkarten des Rüdesheimer Verbandes deutscher Burschenschaften. Essen 2011.
- Zirkel und Zahnrad. Ingenieure im bürgerlichen Emanzipationskampf um 1900 – Die Geschichte der technischen Burschenschaft. Dissertation, in: Klaus Oldenhage (Hrsg.): Darstellungen und Quellen zur Geschichte der deutschen Einheitsbewegung im neunzehnten und zwanzigsten Jahrhundert. Bd. 17, Heidelberg 2009.
- zusammen mit Helmut Hoffmeister: 100 Jahre Aachener Burschenschaft Teutonia. Frankfurt a. M. 1999.
- Die deutschen Parteien und die Saarpolitik Adenauers 1952 bis 1956. Magisterarbeit, Aachen 1998.
- TH-Burschenschafter im Ersten Weltkrieg. Ingenieure im bürgerlichen Emanzipationskampf. In: Bernhard Grün, Peter Krause, Klaus Gerstein, Harald Lönnecker (Hrsg.): GDS-Archiv für Hochschul- und Studentengeschichte, Bd. 9, Essen 2011, ISBN 978-3-939413-18-9, S. 79–98.
- Goepfert gegen Ebeling – Wie eine Denunziation aus Ostoberschlesien burschenschaftliche Ehrengerichte und höchste NS-Kreise 1933 bis 1935 beschäftigte. In: Christian Oppermann (Hrsg.): „Wahrheit, Muth und Kraft“ – Gedenkschrift für den Historiker, Archivar und Burschenschafter Professor Dr. Dr. Harald Lönnecker (= Darstellungen und Quellen zur Geschichte der deutschen Einheitsbewegung im neunzehnten und zwanzigsten Jahrhundert. Band 24), Universitätsverlag Winter, Heidelberg 2025, ISBN 978-3-8253-9595-7, S. 594–619.

Grobe veröffentlichte zahlreiche Artikel in den Burschenschaftlichen Blättern und im Studenten-Kurier (GDS).